# Павловка (приток Обноры)
Павловка — река в России, протекает в Любимском районе Ярославской области. Исток около деревни Федково, течёт в южном направлении через деревни Тимино, Охотино, Павловка. Устье реки находится в 5,4 км по левому берегу реки Обноры. Длина реки — 10 км.

## Данные водного реестра
По данным государственного водного реестра России относится к Верхневолжскому бассейновому округу, водохозяйственный участок реки — Кострома от истока до водомерного поста у деревни Исады, речной подбассейн реки — Волга ниже Рыбинского водохранилища до впадения Оки. Речной бассейн реки — (Верхняя) Волга до Куйбышевского водохранилища (без бассейна Оки).
По данным геоинформационной системы водохозяйственного районирования территории РФ, подготовленной Федеральным агентством водных ресурсов:
- Код водного объекта в государственном водном реестре — 08010300112110000012991
- Код по гидрологической изученности (ГИ) — 110001299
- Код бассейна — 08.01.03.001
- Номер тома по ГИ — 10
- Выпуск по ГИ — 0